# 腐女子っス!
『腐女子っス!』（ふじょしっス!）は、御徒町鳩による日本の漫画作品。『COMIC SYLPH』（メディアワークス）にてvol.3からvol.6まで連載され、その後、『COMIC SYLPH』から誌名変更された『シルフ』（アスキー・メディアワークス）にてVol.1から2015年1月号まで連載された。腐女子を題材にしたラブコメディ漫画。

## 概要
ユキくん、めぐみ、えりは2次元キャラから3次元の人にまで萌えで盛り上がる腐女子。そんな3人にもリアルな恋が到来。幼馴染、先輩、同級生、弟の友人…目の前の恋愛にも悩むお年頃だけど、萌えは手放せない!!3人娘が手探りで進む恋路の行方や如何に!?

## 登場人物
※キャストはドラマCD版のもの。名前は左が本名、右が愛称。

### 腐女子3人娘
青井由起（あおい ゆき / ユキ君）
声 - 斎賀みつき
主人公。ボーイッシュな外見のコスプレイヤー。172cmの長身を生かした男装コスを好む。一人称は「ボク」。本人曰く「ショタコン」。物語開始時は2年生。
向かいの幼馴染マー坊に告白されるが、オタクである事を言い出せずにギクシャクした態度を取り続けた。付き合うか付き合わないかであやふやなときに、自室でコスプレをしていたのをマー坊に見られ、一時危機的状況に陥る。しかし、コスプレ仲間であるタケちゃん(美形な男レイヤー)の手助けもあり、晴れてお付き合いを始める。晴れてお付き合いする事になった後は仲の良いカップルとしてお互いを尊重し合う。雷が苦手な少女マンガのヒロイン的性格。
佐藤めぐみ（さとう めぐみ / めぐみ）
声 - 喜多村英梨
見た目は黒髪ストレートの美人系同人漫画家。男子にかなりモテる。えりとは同じ中学出身。物語開始時は2年生。
校内では隙のない格好をしているが、自宅ではTシャツに中学ジャージで原稿を書いている。同じクラスの山田に告白され付き合い始めるが、自分のサッパリした性格やオタクに費やす情熱が、標準的な女子高生の恋愛とはズレているのではないのかと悩む。
吉沢えり（よしざわ えり / えり）
声 - 新谷良子
小柄でぽっちゃり体格に最終兵器巨乳を搭載した同人小説家。初恋は人形劇で見た「諸葛亮公明」とのこと。物語開始時は2年生。
小さくフワフワした見た目に反してクールできつい性格の持ち主。幼い頃、創造力（妄想力）の豊かさゆえにクラス内で孤立していたため、他人に好かれる経験に乏しく、弟の友人・溝口に想われている事に戸惑うなど実は繊細。
めぐみとは同じ中学の出身で、えりが同じクラスの少女に読んでほしいと書いた小説がきっかけで知り合う。

### 3人娘の関係者
六本木健文（ろっぽんぎ たけふみ / タケちゃん、ろっぽ）
声 - 小野大輔
演劇部スター。女子にかなりモテるが、本人はユキ君を好いており、コスプレ仲間。腐女子三人組への理解もあり、作中ではユキ君と併せを披露する。物語開始時は3年生。
かわいらしい幼馴染（彼女にも腐女子疑惑がある）がおり、長年文通を続けていて、ユキ君へアタックしていた頃は友達感覚だったが、お互いの大学受験と共に関係も進展していく。イケメンだが少々三枚目な雰囲気と腐女子三人組の性質ゆえか、一緒にイベントに参加しても全く危機感を持たれていない。
井田島聡（いだじま さとし / いだじ）
タケちゃんの友達。剣道部。天然タラシ。オタクではなくまったくの一般人だが、嫌悪感などはない様子。ちなみに4人兄妹の3番目で兄二人と年の離れた妹がいる。兄妹で初詣に行った際、えりとその弟達に遭遇し案の定えりに心の中で萌えられた。
沢口雅紀（さわぐち まさき / マー坊）
声 - 神谷浩史
ユキ君の向かいに住む幼馴染。年齢は1歳下。
幼少からユキ君が好きで、高校合格と同時に彼女に告白する。だがユキ君のオタク趣味などまったく知らず、知識も皆無だったため、ユキ君の趣味を知った時は一時距離を置いてしまう。だがタケちゃんの介入もあって無事壁を乗り越え、現在は互いを尊重し合って交際している。
第1巻で、雷に怯えるユキ君の部屋に入ってきたことから、互いの家への出入りは自由な様子。
山田和明（やまだ かずあき / 山田君）
声 - 小西克幸
めぐみと同じクラスの男子学生。わんこ系。物語開始時は2年生。
めぐみの自宅近くのコンビニでアルバイトしており、コンビニのコピー機を使いに来ためぐみとはち合わせる。めぐみのことが気になっていたが、隙がなかったため話しかけられなかったが、はち合わせた後にアドレスを交換し、その後めぐみと交際を始める。メイクアップの特技を持っており、めぐみと付き合い始めてから美容師を目指すようになる。
第2巻の人物紹介では「和弘」と誤植がされてあったが、「和明」が正しい。

### 漫画部
赤松一也（あかまつ いちや / 部長）
腐女子三人組が所属する漫画部の部長だが、影が薄い。本人もオタクで副部長とはバンドを組んでいる。卒業時には副部長共々、めぐみが描いた卒業記念本のネタにされた。
武井智則（たけい とものり / 副部長）
漫画部の副部長を務めるが、腐女子三人組が取り仕切ることが多いため、部長共々影が薄い。部長とはバンドを組んでいる。卒業時にはめぐみが描いた卒業記念本のネタにされた。

### その他
石岡ゆり（いしおか ゆり / ゆりちゃん）
タケちゃんの幼少期からの幼馴染で、10年近く文通を続けていた。
大人しく控え目な性格で、よくいじわるをされていたのをタケちゃんに助けてもらっていた。小学生の頃に山形へ引っ越してからはタケちゃんとは文通での交流を続けていた。タケちゃんとは高校の文化祭に誘われて再会し、そのまま大学受験のため上京。タケちゃんとは友人関係から一歩進んだ関係に進展する。
高校でできた友人の影響でマンガは読む方だが、腐女子かどうかは不明。
溝口重幸（みぞぐち しげゆき / 溝口君）
えりの弟の友人で、えりの彼氏。シャイで不器用だがひたむきな性格。中学では柔道部のエースだった。
家に遊びに来ていた時にえりと出会い、そのままえりに一目惚れ。えりの趣味については文化祭の時に知ったが、特に嫌悪感を抱くことはなく、そのまま順調に交際を続けている。
吉沢健太（よしざわ けんた / 健太）
えりの弟で溝口君とは友人。無邪気で天真爛漫で、彼女持ち。
姉の性格などを熟知しているため、姉と溝口君との間にはいり、仲を取り持つなど姉思いで友人思い。

## 単行本
- 第1巻 2008年9月1日発行、ISBN 978-4048673150
- 第2巻 2009年5月22日発行、ISBN 978-4048678926
- 第3巻 2010年5月22日発行、ISBN 978-4048686167
- 第4巻 2011年6月22日発行、ISBN 978-4048705387
- 第5巻 2012年6月1日発行、ISBN 978-4048868389
- 第6巻 2013年10月22日発行、ISBN 978-4048660389
- 第7巻 2015年2月20日発行、ISBN 978-4048691963